# 삼탄
삼탄(三炭, SAMTAN)은 유연탄 채굴·판매 및 자원개발을 주 업종으로 하는 주식회사이다. 1962년 12월 삼척시의 명칭을 따와 삼척탄좌개발로 설립되어 강원도 정선군에서 무연탄을 캐서 판매하던 업체였으나 대한민국 국내 석탄사업이 하향세를 타던 1982년 인도네시아에 키데코(KIDECO)를 설립해 현지 파시르(PASIR)광산 개발을 추진했고 1993년 첫 상업생산에 착수하였다. Pasir 광산 개발을 통한 인도네시아 유연탄 생산 및 판매, 석탄 발전사업, LPG 가스사업 등을 성공하며 성장하였으며, 풍력, 태양광 발전 등의 신재생에너지 사업과 발전 및 에너지 인프라 사업, 자원물류 사업 확대 등을 이루며 투자 괸리회사라는 새로운 비전을 제시하였다.
오너 일가는 2대째 동업경영 체제를 유지해왔다. 삼천리 창업자인 고(故) 유성연·이장균 명예회장 일가가 삼탄의 대주주로 고 유성연 명예회장의 아들인 유상덕 삼탄 회장이 실질적으로 경영권을 쥐고 있다. 고 이장균 명예회장의 아들인 이만득 삼천리 회장은 삼탄 지분을 보유하고 있지만 삼탄 경영에는 참여하지 않고 있다. 삼탄 지분은 유상덕 회장, 이만득 회장을 비롯한 양가가 66.98%를 보유하고 있다. 유상덕 회장 일가와 이만득 회장 일가가 삼탄 지분을 50:50 수준으로 보유하고 있다고 전해진다.

## 연혁[6]
- 1962년 12월 10일 주식회사 삼척탄좌개발 설립
- 1964년 1월       정암광업소 무연탄 생산 개시
- 1972년 10월       운탄집약시설 준공
- 1979년 9월       갱외종합시설 준공 및 컴퓨터 도입
- 1982년 5월       주식회사 한인니자원개발 설립 (대한민국 5개사 컨소시엄 구성)
- 1982년 9월       인도네시아 현지법인 PT.KIDECO JAYA AGUNG 설립
- 1989년 10월       KIDECO 항만, 도로, 저탄, 선적시설 공사 착수
- 1991년 7월       본사 사옥 준공 (서울특별시 강남구 대치동)
- 1992년 11월       KIDECO 유연탄 시험생산 개시
- 1993년 3월       주식회사 삼탄으로 사명 변경
- 1995년 1월       주식회사 삼탄, 한인니자원개발 흡수 합병
- 1997년 7월       PASIR 강남지역 개발
- 2001년 4월       폐석법인 PT. SIMS JAYA KALTIM 출범
- 2001년 7월       운송법인 PT. TRASINDO MURNI PERKASA 출범
- 2004년 4월       PASIR 중부구역 개발
- 2004년 6월       해운법인 PT. COTRANS ASIA 설립
- 2004년 8월       PT. KIDECO JAYA AGUNG 지분 매각 (51%)
- 2006년 3월       4단계 증설공사 완공 (연 2200만 톤 규모)
- 2007년 4월       인니 IPP 진출 (PT. CEP 출자)
- 2007년 6월       몽골 자원개발 진출 (SAMTAN MORES LLC. 설립)
- 2008년 3월       인니 CPO 사업 진출 (PT. THEP 인수)
- 2008년 10월       해운법인 PT. SEA BRIDGE SHIPPING 설립
- 2009년 8월       5단계 증설공사 완공 (연 3000만 톤 규모)
- 2009년 9월       호주 자원개발 진출 (SAMTAN AURES PTY LTD. 설립)
- 2010년 7월       인니 가스사업 진출 (SOUTH SUMATRA NGL PROJECT)
- 2012년 7월       CIREEON ELECTRIC POWER 전력생산 개시
- 2012년 12월       삼탄 창립 50주년
- 2013년 5월       PERT-SAMTAN GAS, LPG생산 개시
- 2014년 8월       GS 동해전력 지분 투자
- 2015년 10월       KIDECO, ASEAN Energey Award 광산운영 대상수상
- 2015년 12월       KIDECO 누적 생산량 4억 톤 달성
- 2016년 5월       인니 해상물류사업 진출(ALUR BIRU MARITIM 설립)
- 2016년 12월       인니 CPO 법인 THEP와 PML 인수합병
- 2017년 7월       GS 동해전력 북평화력발전소 1, 2호기 상업생산
- 2017년 8월       SIMS JAYA KALTIM 외부 광산 도급계약 체결(Gunung Bayan)
- 2017년 12월       PT. KIDECO JAYA AGUNG 지분매각(40%)
- 2018년 5월       GS 동해전력 북평화력발전소 준공식
- 2018년 5월       ABM 석탄운송선 1호선 명명식
- 2018년 11월       베트남 열병합 발전소 THANH CONG ENERGY (TCE) 지분 투자
- 2019년 3월       영양풍력발전공사/영덕풍력발전/영덕해파랑풍력발전 지분 투자
- 2019년 6월       미국 Indeck Niles 가스복합화력 프로젝트 파이낸싱 참여
- 2019년 7월       미국 Long Ridge 가스복합화력 프로젝트 파이낸싱 참여
- 2019년 7월       베트남 연안풍력 발전소 개발 프로젝트(TWPC) 지분 투자
- 2019년 11월       미국 Utopia 에탄 파이프라인 프로젝트 지분 투자
- 2019년 12월       사명변경 삼탄 → ST International

## 같이 보기
- 삼천리 (기업)